# Cosmic ♬ Inflation
『Cosmic ♬ Inflation』（宇宙の拡張、コズミック・インフレーション）は、中川翔子のCDデビュー5周年イヤーに突入した3枚目のオリジナルアルバム。2010年10月6日にSony Recordsより発売された。5枚のヒットシングル含む全13曲を収録。

## 概要
- CD通常盤のみ盤（SRCL-7381/2）・CD+DVD初回盤（SRCL-7383）の2形態での発売。

## 曲目リスト

### CD
1. フライングヒューマノイド [4:52]
  - 作詞・作曲・編曲：松隈ケンタ
2. 午前六時 [4:13]
  - 作詞・作曲・編曲：ryo
3. 涙星 [3:26]
  - 作詞・作曲：松隈ケンタ、編曲：tasuku
4. 心のアンテナ [4:50]
  - 作詞：松本隆、作曲：細野晴臣、編曲：島田昌典
5. rainbow forecast [5:08]
  - 作詞：meg rock、作曲・編曲：齋藤真也
6. shortcake adventure [4:12]
  - 作詞：meg rock、作曲：YOFFY、編曲：大石憲一郎
7. Jewelry heart [4:55]
  - 作詞：渡邊亜希子、作曲：村井大、編曲：平田祥一郎
8. lemonade [3:56]
  - 作詞：meg rock、作曲：重永亮介、編曲：川口圭太
9. 「ありがとうの笑顔」 [4:51]
  - 作詞：中川翔子・青山紳一郎、作曲・編曲：多東康孝
10. RAY OF LIGHT [4:25]
  - 作詞：中川翔子、作曲：鈴木健太朗・木村篤史、編曲：島田昌典
11. 涙の種、笑顔の花 [4:25]
  - 作詞：meg rock、作曲：黒須克彦、編曲：nishi-ken
12. TYRANT too young [4:16]
  - 作詞：畑亜貴、作曲・編曲：齋藤真也
13. 千の言葉と二人の秘密 [4:43]
  - 作詞・作曲：重永亮介、編曲：鈴木Daichi秀行

### DVD
- 「ありがとうの笑顔」 ビデオクリップ
- 千の言葉と二人の秘密 ビデオクリップ
- Cosmic → Inflation
- SHOKO NAKAGAWA

## 初回仕様限定盤特典内容
- 28Pオリジナルフォトブックレット（typeA）
- オリジナルキラキラジャケット
- 5周年イヤー記念ステッカー（typeA）

## 演奏
- 中川翔子
  - Vocal
  - Backing Vocals (#1.2.3.4)
- Kansei (fade)：Guitar (#1)
- 高間有一：Bass (#1)
- 野崎真助：Drums (#1)
- 山本祐美加：Backing Vocals (#1)
- ryo (supercell)：Programming (#2)
- 大越王起也：Guitar (#2)
- 山口寛雄：Bass (#2.3)
- 玉田豊夢：Drums (#2)
- tasuku：Guitar & Programming (#3)
- 柏倉隆史 (toe, the HIATUS)：Drums (#3)
- 島田昌典
  - Piano, All Other Instruments (#4.10)
  - Tambourine (#10)
- 西川進：Guitar (#4.10)
- 美久月千晴：Bass (#4.10)
- 河村智康：Drums, Tambourine (#4)
- 真部裕ストリングス：Strings (#4.10)
- 齋藤真也：Keyboards & Programming (#5.12)
- 森慎之介：Guitar (#5)
- 黒須克彦：Bass (#5.6.11.12)
- mao：Backing Vocals (#5.6.7.8.10.11.12.13)
- meg rock：Backing Vocals (#5.6)
- 大石憲一郎：Keyboards & Programming, Background Vocals (#6)
- 山本陽介：Guitar (#6)
- YOFFY：Background Vocals (#6)
- 平田祥一郎：Keyboards & Programming, Background Vocals (#7)
- Tak Miyazawa：Guitar (#7)
- 川口圭太：Guitar, Bass, Keyboards & Programming (#8)
- 目木とーる：Guitar (#9)
- TATOO：Piano & All Other Instruments (#9)
- CHICAストリングス：Strings (#9)
- 佐野康夫：Drums (#10)
- nishi-ken：Keyboards & Programming (#11)
- 加藤大祐：Guitar (#11)
- 海老澤祐也：Guitar (#12)
- 鈴木Daichi秀行：Guitar & Programming (#13)
- 上田禎：Piano (#13)